# Flora of Somalia
Flora of Somalia (abreviado Fl. Somalia) es un libro con ilustraciones y descripciones botánicas que fue escrito por el botánico sueco Mats Thulin y publicado en  Richmond, Inglaterra, en 4 volúmenes en los años 1993-2006.

## Publicación
- Volumen n.º 1. Pteridophyta; Gymnospermae; Angiospermae (Annonaceae-Fabaceae);
- Volumen n.º 2. Angiospermae (Tiliaceae-Apiaceae);
- Volumen n.º 3. Angiospermae (Ericaceae-Asteraceae) and cumulative index to v. 1-4;
- Volumen n.º 4. Angiospermae (Hydrocharitaceae-Pandanaceae)